# Nero è l'albero dei ricordi, azzurra l'aria
Nero è l'albero dei ricordi, azzurra l'aria è un romanzo di Rosetta Loy pubblicato nel 2004 da Einaudi. 

## Storia editoriale
Il titolo del libro - vincitore del Premio Bagutta 2005 e tradotto in francese - è ispirato a un verso della poetessa statunitense Sylvia Plath.
Per la narrazione della campagna del Nordafrica l'autrice ha attinto al Diario di Giovanni Schisano.

## Trama
Una famiglia romana attraversa gli anni del Dopoguerra e del boom economico. Il padre assiste impotente al tracollo della sua azienda. Il figlio Ludovico, pur lottando a lungo, riuscirà solo dopo molte peripezie a raggiungere una posizione stabile. La morte del padre e della figlia Lucia - innamoratasi di un sottotenente tedesco - segnano un drammatico punto di svolta. La madre non rinuncia ai suoi vizi e alle sue passioni, e vive sperperando il patrimonio rimasto. La figlia Giulia diventa custode delle memorie famigliari.